# Ilián
Ilián es un barrio de carácter rural perteneciente al municipio filipino de Magpet, de primera categoría, situado al sur de la isla de Mindanao. Forma parte de  la provincia de Cotabato del Norte situada en la Región Administrativa de Soccsksargen también denominada Región XII. 
Para las elecciones está encuadrado en el Segundo Distrito Electoral de esta provincia.

## Geografía
Este barrio, situado 650 m s. n. m., cuenta con una extensión superficial de 422 hectáreas, agrupa 7 sitios (Purok).
Su término linda al norte con los  barrios de Pangao-án y de Sallab; al sur con el barrio de Tagbac; al este con el barrio de Bantac; y al oeste con el de Bangkal.

## Demografía
Ilián cuenta con 147 viviendas habitadas por 692 personas, de las cuales 358 son varones y 334 mujeres.

## Administración
Su capitán (Barangay Captain)   Osida  A. Taro.

## Economía
Produce bananas, caucho, Thysanolaena latifolia o Tiger Grass y maíz.